# Бешгьоз
Бешгьоз (на румънски: Beșghioz; на гагаузки: Beşgöz; на руски: Бешгиоз) е село в Чадърлунгски район, Гагаузия, Молдова. По данни от 2004 година селото има 3203 жители

## История
Местните жители са гагаузи - православни християни. Според Константин Иречек, селото е основано от български колонисти в Бесарабия.

## Население
Според данни от преброяването в 2004 година жителите на Бешгьоз са 3391 души със следния етнически състав:
- гагаузи – 3203 души
- руснаци – 76 души
- българи – 66 души
- молдовани – 46 души
- украинци – 35 души
- неопределили се – 14 души